# Triplostegia grandiflora
Triplostegia grandiflora är en kaprifolväxtart som beskrevs av François Gagnepain. Triplostegia grandiflora ingår i släktet Triplostegia och familjen kaprifolväxter. Inga underarter finns listade i Catalogue of Life.